# Leela
Leela（リーラ）は、チェスエンジン「Sjeng」の作者であるベルギーのプログラマーGian-Carlo Pascuttoによって開発されたコンピュータ囲碁ソフトウェア。
2008年のコンピュータオリンピアードで19路盤で3位、9路盤で2位を獲得。また、2017年8月の第1回中信証券杯世界電脳囲碁オープン戦では8位を獲得。
公式サイトによると、「コンピュータの性能にもよるが、19路盤で(アマチュア)九段と同等以上の棋力」としている。
2017年2月からディープラーニング技術を採用したバージョンがリリースされた。当時、無料で利用できる囲碁ソフトとしては最初にプロレベルに近いソフトとなった。
Leelaは、2017年後半から同じ作者が共同開発しているより強いプログラムであるLeela Zeroとは名称が似ているが完全に別のソフトである。
囲碁の無料のソフトの多くは思考エンジンのみでGTP対応のGUI(GoGuiなど)が別途必要なソフトが多いが、LeelaはGUIを自前で持っており、単体で動作可能である。(GTP対応版も別に存在する。)

## ゲームモード
通常の対局のほかに棋力を測るレートモードがある(メニューから「File」-「New Rated Game」を選択)。
レートモードは30級から始まり、勝つごとに級があがる。また、レートモードでは19路盤、9路盤の2種類から選択可能(メニューから「File」-「Set Rated Board Size...」を選択)。